# Conquest Racing
Conquest Racing egy IndyCar szériában versenyző csapat. Az elmúlt években versenyzett a Champ Car bajnokságban 2003 és 2007 között. A csapat az 1990-es évek végén létrehozott Indy Lights sorozatban vett részt Felipe Giaffone-nal. A csapat 2002-ben az Indy Racing League-be indított autót Laurent Rédon-nal a volán mögött. A francia versenyző az év újonca lett. 
Amikor a csapat 2003-ban átpakolt a Champ Car-ba, Laurent Redon-t menesztették.
2003-ban Mario Haberfeldet szerződtette a Champ Car-ba. A Conquest csapat szorosan együttműködött Emerson Fittipaldi csapatával, ahol Tiago Monteiro versenyzett, aki később a Formula 1-ben is indult.
2004-benn már két autót indított Eric Bachelart. Szerződtették Justin Wilsont, és a fiatal 18 éves Nelson Philippe-et. De lehetőséghez jutott méh Alex Sperafico is. 2005-ben Nelson Philippe és Andrew Ranger versenyzőpárossal küldte harcba az autóit.
2006-os szezonra szerződtette Charles Zwolsman-t, aki megnyerte az Atlantic bajnokságot 2005-ben, mellette, Andrew Ranger vezette a Conquest csapat másik autóját. 
Ebben az évben a ChampCar Atlanticban is indított csapatot. Graham Rahal és Al Unser III. versenyzőpárossal.
2006-ban Mike Lanigan távozott a csapattól, ezért komoly finanszírozási problémák lépnek fel a csapatnál 2007-ben Eric Bachelart financiális problémák miatt fel akarta számolni a csapatát. De sikerül szponzort szerezni Matt Halliday szerződtetésével. Hallidayt a belga Jan Heylen váltotta a következő 9 versenyre. Jan Heylen legjobb helyezése a Hollandia Bavaria Grand Prix-n elért 2. hely volt Október 3-án Jan Heylent a visszatérő Nelson Philippe váltja a hátralévő versenyekre.
2007 Decemberében bejelentették az új partnert, az Opes Prime Group Ltd.-t, egy ausztráliai központú pénzügyi szolgáltatások ellátó céget. A Champ Car és az Indy Racing League egyesítését követően Conquest volt az első Champ Car csapat amely jelezte részvételét az IRL IndyCar Series-ben. Versenyzőnek a francia Franck Perera-t választották, a másik vezetőülésbe Enrique Bernoldi-t szerződtették. A szponzori gondokkal küzdő Franck Perera-t pedig a brazil Jaime Camara váltotta a szezon közben. 
Bernoldi-t sérülése miatt Alex Tagliani váltotta, akivel Eric Bachelart 2009-re is szerződést kötött, de nem teljes szezonra. Az Indy 500-ra benevezték egy második autóval Bruno Junqueira-t, de csak Junqueira tudta a csapatból kvalifikálni magát az Indy 500-ra, ezért Tagliani Junqueira autójával ment a versenyen. A kanadai versenyeket követően Tagliani elment a csapattól és megállapodtak Nelson Philippe-pel Sonoma-ra és Homesteadre, valamint Kosuke Matsuurával a Japán versenyre. Ezután csak a Japán versenyen indultak, mert Philippe Sonoma-ban ütközött Powerrel és olyan súlyosan megsérült, hogy ki kellett hagynia a szezon további részét.
A 2010-es szezont Mario Romancini-vel kezdte a csapat, az Alabama-i futamtól kezdve Bertrand Baguette vezette a második autót. Az Indy 500-at Romancini a tizenharmadik, míg Baguette a huszonkettedik lett miután elvesztette a tükrét a versenyen. Az edmontoni verseny után Romancininek távoznia kellett a csapattól szponzorációs problémák miatt, Mid-Ohio-ban és Sonoma-ban az olasz Francesco Dracone helyettesítette. A sonomai futamtól kezdve a szezon végéig a #34-es autót vezette Baguette, míg Sonoma-ban a #36-os autóval ment Dracone. Chicagolandben és Kentucky-ban már a jóval tehetségesebb és tapasztaltabb Tomas Scheckter vezette a #36-os autót, őt követte japánban Roger Yasukawa és Homesteadben a kolumbiai Sebastian Saavedra.

## IRL/CCWS/IndyCar
| Év   | Autó                  | Pilóta/Pilóták     | Versenyek | Győzelmek | Pole pozíciók | Leggyorsabb kör | Pontok | Helyezés |
| ---- | --------------------- | ------------------ | --------- | --------- | ------------- | --------------- | ------ | -------- |
| 2002 | Dallara-Infiniti      | Laurent Redon      | 15        | 0         | 0             | 0               | 229    | 12.      |
| 2003 | Reynard-Cosworth      | Mario Haberfeld    | 18        | 0         | 0             | 0               | 71     | 12th     |
| 2004 | Lola/Reynard-Cosworth | Justin Wilson      | 14        | 0         | 0             | 0               | 188    | 11th     |
| 2004 | Lola/Reynard-Cosworth | Alex Sperafico     | 8         | 0         | 0             | 0               | 47     | 19.      |
| 2004 | Lola/Reynard-Cosworth | Nelson Philippe    | 6         | 0         | 0             | 0               | 89     | 16th     |
| 2005 | Lola-Cosworth         | Andrew Ranger      | 13        | 0         | 0             | 0               | 140    | 10th     |
| 2005 | Lola-Cosworth         | Nelson Philippe    | 13        | 0         | 0             | 0               | 117    | 13.      |
| 2006 | Lola-Cosworth         | Andrew Ranger      | 14        | 0         | 0             | 0               | 200    | 10th     |
| 2006 | Lola-Cosworth         | Charles Zwolsman   | 14        | 0         | 0             | 0               | 161    | 13.      |
| 2007 | Lola-Cosworth         | Matt Halliday      | 3         | 0         | 0             | 0               | 18     | 21.      |
| 2007 | Lola-Cosworth         | Jan Heylen         | 9         | 0         | 0             | 0               | 104    | 16.      |
| 2007 | Lola-Cosworth         | Nelson Philippe    | 2         | 0         | 0             | 0               | 28     | 19th     |
| 2008 | Dallara-Honda         | Franck Perera      | 31        | 0         | 0             | 0               | 71     | 29.      |
| 2008 | Dallara-Honda         | Enrique Bernoldi   | 15        | 0         | 0             | 0               | 220    | 22.      |
| 2008 | Dallara-Honda         | Jaime Camara       | 15        | 0         | 0             | 0               | 174    | 23rd     |
| 2008 | Dallara-Honda         | Alex Tagliani      | 3         | 0         | 0             | 0               | 56     | 32nd     |
| 2009 | Dallara-Honda         | Alex Tagliani      | 7         | 0         | 0             | 0               | 114    | 22.      |
| 2009 | Dallara-Honda         | Bruno Junqueira    | 0         | 0         | 0             | 0               | 0      | NA       |
| 2009 | Dallara-Honda         | Nelson Philippe    | 01        | 0         | 0             | 0               | 16     | 35.      |
| 2009 | Dallara-Honda         | Kosuke Matsuura    | 1         | 0         | 0             | 0               | 13     | 36.      |
| 2010 | Dallara-Honda         | Mario Romancini    | 11        | 0         | 0             | 0               | 149    | 24.      |
| 2010 | Dallara-Honda         | Bertrand Baguette  | 15        | 0         | 0             | 0               | 213    | 22.      |
| 2010 | Dallara-Honda         | Francesco Dracone  | 2         | 0         | 0             | 0               | 24     | 37.      |
| 2010 | Dallara-Honda         | Tomas Scheckter    | 21        | 0         | 0             | 0               | 89     | 29.      |
| 2010 | Dallara-Honda         | Roger Yasukawa     | 1         | 0         | 0             | 0               | 12     | 40.      |
| 2010 | Dallara-Honda         | Sebastian Saavedra | 1         | 0         | 0             | 0               | 29     | 33.      |

1A Conquest csapaton kívül más csapatnál is versenyzett a szezonban.